# Славинский, Евгений Иосифович
Евгений Иосифович (Осипович) Слави́нский (1877—1950) — российский и советский кинооператор. Лауреат Сталинской премии первой степени (1949). Один из основоположников российской операторской школы.

## Биография
Родился 24 января 1877 года. По окончании морской фельдшерской школы пять лет служил на кораблях Российского военно-морского флота. С 1901 года служил фельдшером в медчасти ледокола «Ермак». Увлёкшись фотографией и кинематографом, заведовал судовым фотокабинетом, и во время одного из плаваний снял свой первый видовой фильм — «Ледокол „Ермак“ во льдах».
В конце 1908 года работал корреспондентом Московского отделения кинокомпании «Братья Пате» в Ревеле и снимал хроникальные сюжеты по всему Северо-Западному краю Российской империи. С 1912 года работал в Москве на съёмках научно-популярных фильмов. В 1914 году поступил на киностудию И. Н. Ермольева, где снял более 60 игровых постановок.
При съёмке вышедшей в 1916 году экранизации повести А. С. Пушкина «Пиковая дама» одним из первых в России применил новые операторские приёмы: движущуюся камеру, ночные съёмки, использование ракурса «вид сверху».
В 1917—1918 годах работал в киноателье акционерного общества «Нептун». В 1919—1920 годах служил в медицинских учреждениях Красной Армии, а после демобилизации вернулся к профессии оператора-кинохроникёра. В 1923—1925 годах работал оператором на Одесской кинофабрике ВУФКУ. В 1925 году был направлен в Ростов-на-Дону на кинофабрику «Ювкинокомсомол», после закрытия которой перешёл на Московскую фабрику «Совкино», совмещая работу над игровыми постановками со съёмками хроникальных фильмов. В мае 1927 года на съёмках фильма «Пленники моря» произвёл первые в СССР подводные съёмки из водолазного колокола.
После Великой Отечественной войны работал оператором на киностудии «Мосфильм», преподавал курс техники съёмок во ВГИКе. Среди его учеников — Л. В. Косматов и другие.
Умер 23 сентября 1950 года в Москве. Похоронен на Введенском кладбище (23 уч.).
Дочь — кинорежиссёр М. Е. Славинская.

## Фильмография

### Режиссёрские работы
- 1912 — День венчания
- 1912 — Точка еврея
- 1918 — Барышня и хулиган
- 1918 — Катастрофа власти
- 1918 — Симфония горя
- 1919 — Дезертиры (короткометражный)
- 1926 — Красношейка (короткометражный)

### Операторские работы
- 1912 — День венчания
- 1915 — Вот мчится тройка почтовая
- 1915 — Гуттаперчевый мальчик
- 1915 — Николай Ставрогин
- 1915 — Отцвели уж давно хризантемы в саду
- 1915 — Сашка-семинарист
- 1916 — Пиковая дама
- 1916 — Пляска смерти
- 1916 — Уголок
- 1917 — Аня Краева
- 1917 — Великие дни Российской революции с 28/II по 4/III 1917 года
- 1917 — Её влекло бушующее море (короткометражный)
- 1918 — Барышня и хулиган
- 1918 — Закованная фильмой
- 1918 — Катастрофа власти
- 1918 — Не для денег родившийся
- 1918 — Симфония горя
- 1919 — Дезертиры (короткометражный)
- 1919 — Отец и сын
- 1919 — Смельчак
- 1922 — Шведская спичка
- 1923 — Помещик
- 1924 — Остап Бандура
- 1924 — Слесарь и Канцлер
- 1925 — Лесной зверь
- 1926 — Бухта смерти
- 1926 — Красная Пресня
- 1926 — Красношейка (короткометражный)
- 1926 — Предатель
- 1926 — Приказ №…
- 1927 — Рейс мистера Ллойда
- 1928 — Пленники моря
- 1929 — Турксиб (документальный)
- 1934 — Частная жизнь Петра Виноградова
- 1935 — Кара-Бугазр
- 1936 — Карл Бруннер
- 1938 — Митька Лелюк
- 1948 — Владимир Ильич Ленин (документальный)

## Награды и премии
- Сталинская премия первой степени (1949) — за фильм «Владимир Ильич Ленин» (1948)[2]